# Lente convergente

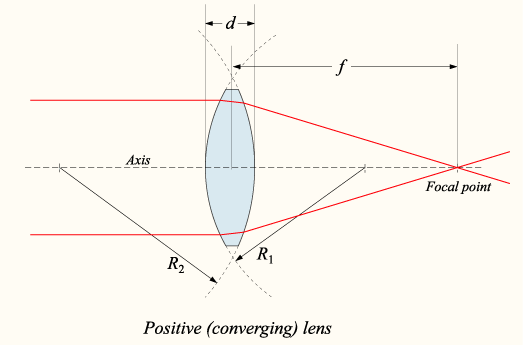
Luzes interagindo com uma lente convergente

Lentes convergentes caracterizam-se por formações de vidro, que possuem um formato específico, tal formato é responsável e permite a convergência de raios de luz em geral. As lentes convergentes são curvadas para seu exterior, veja a imagem:
Elas fazem com que os raios de luz, a elas direcionados sejam guiados ao ponto de foco, o qual concentra todo e qualquer raio incidente sobre a lente.

## Uso de Lentes convergentes
As lentes são objetos muito comuns em nosso dia a dia. Isso porque muitas pessoas utilizam óculos, que são compostos por um par desses dispositivos ópticos. Além dos óculos, a lupa, o telescópio, as câmeras fotográficas e câmeras de celular também têm lentes.
O nosso olho utiliza de uma espécie de lente convergente, pois eles convergem a luz incidente após o ponto de foco, onde a membrana fotossensível capta as informações ao contrário e a normatização dessa imagem ocorre no cérebro, onde é processado o que vemos. 

## Tipos de lentes convergentes
Quando o índice de refração da lente varia temos as classificações entre esses tipos de lentes
- Lentes biconvexas Nas lentes biconvexas as bordas são finas e seus dois lados são convexos.
- Lentes plano-convexas Nas lentes plano-convexas, um lado é convexo e o outro é plano.
- Lentes côncavo-convexas Nas lentes côncavo-convexas, um lado é côncavo e o outro é convexo.